# 1180

## Починали
- 18 септември – Луи VII, крал на Франция
- 24 септември – Мануил I Комнин, византийски император